# Pat Fischer
Pat Fischer (St. Edward, Nebraska; 2 de enero de 1940-Ashburn, Virginia; 8 de octubre de 2024) fue un jugador estadounidense de fútbol americano que jugó diecisiete temporadas con dos equipos en la NFL en la posición de cornerback, fue dos veces seleccionado en el primer equipo All-Pro y tuvo tres apariciones en el Pro Bowl.

## Carrera
A nivel universitario jugó para Nebraska Cornhuskers donde era safety, tailback y hasta quarterback en algunas ocasiones. Fischer fue buscado por la National Football League y la American Football League. Fue seleccionado en la ronda 17 del draft por los St. Louis Cardinals en 1961, y también fue reclutado por los Dallas Texans, aunque siempre estuvo con idea de jugar con los Texans, al final se fue con los Cardinals. 
Fischer en su año de novato fue utilizado en los equipos de regreso de patada, por lo que no tuvo registros estadísticos en ese año. En la siguiente temporada ya tenía funciones defensivas pero como suplente. El 16 de septiembre de 1962 ante Philadelphia Eagles registró su primera intercepción del quarterback Sonny Jurgensen. Luego estuvo ausente por ocho semanas, pero luego registró otras dos intercepciones. En 1963 consiguió siete intercepciones en 10 partidos, dos de ellas el 8 de diciembre de 1963 ante Philadelphia Eagles. Fischer al año siguiente jugó nueve partidos donde consiguió 10 intercepciones, incluyendo dos de regreso para touchdown en partidos consecutivos.
La lesiones limitaron a Fischer en 1966 donde solo tuvo una intercepción. Fischer tuvo problemas con el entrenador en jefe de los Cardinals Charley Winner que lo forzaron a ir a la agencia libre, donde firmó con Washington Redskins en 1968. En la primera de solo cuatro ocasiones que la NFL ejecutó la Regla Rozelle, los Cardinals recibieron una selección de segunda ronda del Draft de 1969 (35° general–Rolf Krueger) y una de tercera ronda del Draft de 1970 (69° general–Eric Harris) como compensación. Fue al Pro Bowl en 1969. En 1971 con la llegada de George Allen como entrenador en jefe, fue instruido para usar jugadores veteranos al punto que creó la "Over-the-Hill Gang", donde todos los titulares tenían más de 30 años. Fischer fue pieza clave en las siguientes temporadas.
En 1972 los Redskins ganaron la NFC Championship ante los Dallas Cowboys, partido en el que limitaron a Roger Staubach, su quarterback, a solo 9 pases completos en 20 intentos para 98 yardas y fue capturado tres veces, Fischer y Mike Bass, el otro cornerback, tuvieron éxito en bloquear a los wide receivers, pero el plan no funcionó ante los Miami Dolphins, que tuvieron 184 yardas terrestres y los superaron en el Super Bowl VII.
Fischer tuvo su primera y única intercepción en playoffs en 1974 ante Los Angeles Rams en la derrota 10–19 en la ronda divisional. Fischer logró su última intercepción el 5 de diciembre de 1976 ante New York Jets. Jugó algunos partidos en 1977 pero una lesión en la espalda lo obligó a retirarse en esa temporada.

## Legado
Fischer en su carrera de 17 años tuvo 56 intercepciones, lo que lo ubica en séptimo lugar de todos los tiempos en los Redskins para 941 yardas. Las 56 intercepciones lo ubicaron en el sexto lugar en la historia de la NFL. A medio siglo de haberse retirado, la marca actualmente está entres las mejores 20 de la historia. Al retirarse, Fischer jugó 213 partidos, la mayor cantidad para un cornerback. Fue conocido por el fuerte tackleo a pesar de no ser muy grande. En una ocasión el golpe hizo que el wide receiver de los Philadelphia Eagles Harold Carmichael saliera volando 11 pulgadas del suelo.
Fischer, junto al safety de los Cardinals Larry Wilson fueron grandes defensivos en los Cardinals, con el problema de que dejaban un gran espacio que Wilson debía cubrir, mientras que Fischer golpeaba a los receptores en una especie de marca personal.
A finales de los años 1980, NFL Films llamó a Fischer como el neutralizador histórico de los Redskins apoyado por Tums. Al retirarse de los Redskins, Fischer fue dueño de su propia agencia de bienes raíces. En 2003 fue llamado por la Professional Football Researchers Association Hall of Very Good en su edición inaugural.
Fischer fue apodado "The Mouse" por su tamaño.

## Vida personal
Fischer fue padre de dos hijos. En 2014 se dio a conocer que Fischer estaba enfermo de demencia y sufría una severa pérdida de memoria, y fue enviado a recibir ayuda asistida en Ashburn, Virginia.